# Paphiopedilum tigrinum
Paphiopedilum tigrinum é uma espécie de orquídea terrestre, família Orchidaceae, que habita o oeste de Yunnan, na China.